# Erinacea
Erinacea és un gènere de plantes amb flor lleguminoses. Comprèn una sola espècie l'eriçó (Erinacea anthyllis) que és autòctona als Països Catalans.
És una mata molt ramificada i compacta que forma coixins arrodonits amb aspecte d'eriçó, les tiges acaben en espines llargues i gruixudes. Fa de 10 a 30 cm d'alt. Les fulles són oblongues d'uns 5 mm. Floreix d'abril a juny amb flors amb la corol·la d'un blau clar. El llegum és oblong, comprimit i pilós de 12 a 20 mm de llargada.
Viu a carenes ventoses i llocs més aviat àrids a la muntanya mediterrània i submediterrània poc plujosa de l'interior de Catalunya i del País Valencià, però manca a les Balears. La seva distribució mundial és la d'un oròfit (de muntanya) a l'oest de la conca del Mediterrani.